# Аслак Вітрю
Аслак Фонн Вітрю (норв. Aslak Fonn Witry, нар. 10 березня 1996, Тронгейм, Норвегія) — норвезький футболіст, фланговий захисник болгарського «Лудогорця».

## Ігрова кар'єра

### Клубна
Аслак Фонн Вітрю народився у місті Тронгейм. У своєму рідному місті він почав займатися футболом. Грав у молодіжній команді місцевого клубу «Русенборг». Але за першу команду «Русенборга» провів тільки одну гру у національному Кубку.
У 2015 році дебютував у складі клубу «Рангейм», який на той момент виступав у Першому дивізіоні. Вітри провів у команді чотири сезони і допоміг клубу піднятися у Тіппелігу за результатами сезону 2017 року.
Своєю грою у Тіппелізі Вітри привернув увагу агентів шведського клубу «Юргорден» і у грудні 2018 року футболіст підписав контракт з клубом із Стокгольму. Вже 1 квітня 2019 року дебютував у новому клубі у матчах Аллсвенскан і за результатима сезону 2019 року допоміг команді виграти національну першість країни. Загалом протягом двох з половиною років був одним з основних гравців «Юргордена».
У серпні 2021 року за 1,75 мільйона євро перейшов до нідерландського АЗ, де також мав регулярну ігрову практику. 
За рік, влітку 2022, знову змінив клубну прописку, ставши гравцем флагмана болгарського клубного футболу, «Лудогорця».

### Збірна
У 2014 році Аслак Фонн Вітрю провів десять матчів у складі юнацької збірної Норвегії (U-19).

## Досягнення
«Юргорден»
- Чемпіон Швеції: 2019

«Лудогорець»
- Чемпіон Болгарії: 2022-23, 2023-24, 2024-25
- Володар Кубка Болгарії: 2022-23, 2024-25
- Володар Суперкубка Болгарії: 2022, 2023, 2024

Особисті досягнення
- Гравець місяця Аллсвенскан: квітень 2021[3]